# Stanko Sopta
Stanko Sopta (genannt Baja; * 4. Februar 1966 in Dužice, zu Široki Brijeg) ist ein ehemaliger Angehöriger des Kažnjenička bojna, General des Kroatischen Verteidigungsrates (HVO) und der Kroatischen Streitkräfte (HV) außer Dienst sowie Politiker (HDZ BiH).

## Leben
Sopta wurde am 4. Februar 1966 als Sohn von Božo Sopta in dem kleinen Ort Dužice in der Herzegowina geboren.

### Militärischer Werdegang
1985 beendete seinen Militärdienst in der Jugoslawischen Volksarmee (JNA). Später studierte er an der Physischen Fakultät (Fakultet za fizičku kulturu, seit 2001 Kineziološki fakultet) der Universität Zagreb.
Als der Kroatienkrieg ausbrach, meldete sich Sopta als Kriegsfreiwilliger bei der Anti-Terror-Einheit Lučko (Antiteroristička jedinica Lučko), einer Spezialeinheit der kroatischen Polizei und der ersten kroatischen Einheit des Krieges. Am 15. September 1991 wurde er als Soldat der kroatischen Armee registriert (Kennnummer 0402966152401) und brachte es bis zum Militärausbilder.
Nach Ausbruch des Bosnienkriegs wurde er Mitglied des Kažnjenička bojna (KB), einer Spezialeinheit des Kroatischen Verteidigungsrates (HVO) in seiner Heimatgemeinde. Dort wurde er zunächst Kommandant (Zapovjednik) einer Kampfgruppe und ab 26. Juni 1992 stellvertretender Kommandant der KB.
Vom 2. Oktober 1992 an war er Kommandant der 3. Garde-Brigade (3. Gardijska brigada) des HVO.
Unter anderem wurde er zwischen dem 15. und 23. Januar 1993 bei Kämpfen in Gornji Vakuf verwundet.
Am 2. Oktober 1993 wurde Sopta Kommandant der 2. Garde-Brigade des HVO. Seit dem 29. Dezember 1993 im Rang eines Obersts (Brigadir), befehligte er die Einheit auch Anfang August 1995 während der Operation Oluja.
Am 18. April 1994 wurde er in den Rang eines Oberstleutnants (Pukovnik) der kroatischen Armee (HV) befördert.
Nach dem Bosnienkrieg wurde Sopta Kommandant des 1. kroatischen Garde-Korps der Armee der Föderation Bosnien und Herzegowina (1. hrvatski gardijski zbor Vojske Federacije BiH). Von diesem Posten wurde er Ende August 1998 suspendiert.
Nach 2001 wurde er im Rang eines Generalmajors (General Bojnik) in den Ruhestand versetzt. Insgesamt werden Sopta 1.754 Einsatztage im Kampfgebiet angerechnet. Er erhält Ruhestandspensionen von der Republik Kroatien in Höhe von 12.800 Kuna sowie von der Republik Bosnien und Herzegowina in Höhe von 1.700 Konvertible Mark. Umgerechnet insgesamt etwa 2.570 Euro (Stand August 2013).

### Politische Tätigkeit
Nach dem Bosnienkrieg war er als Mitglied der Kroatischen Demokratischen Union in Bosnien und Herzegowina (HDZ BiH) auch politisch aktiv.
In der Schlüsselrede zur Einweihung eines überdimensionalen Kreuzes auf dem Berg Hum über Mostar im Juni 2000 sagte Sopta, die Stadt Mostar sei „die Hauptstadt der kroatischen Nation“ in Bosnien und Herzegowina.

## Auszeichnungen (Auswahl)
- 1995: Fürst-Domagoj-Orden mit Halsband[6]
- 1997: Nikola-Šubić-Zrinski-Orden[7]

## Sonstiges
Sopta soll eine Affäre mit der kroatischen Pop-Sängerin Severina gehabt haben. Ihm soll sie in Anspielung auf seine starken Augenbrauen das 2001 veröffentlichte Lied Pogled ispod obrva (Blick unter der Augenbraue) gewidmet haben.
Dem Betreiben Soptas und der Unterstützung des damaligen kroatischen Verteidigungsministers Gojko Šušak war es zu verdanken, dass 1996/97 die Durchfahrtsstraße und der Kirchplatz in Soptas Heimatort Dužice asphaltiert und die Grundschule im Nachbarort Rasno renoviert wurde.